# Filago asterisciflora
Filago asterisciflora là một loài thực vật có hoa trong họ Cúc. Loài này được (Lam.) Chrtek & Holub mô tả khoa học đầu tiên năm 1963.